# Gare de Boulogne-Maritime
Gare de Boulogne-Maritime vasútállomás Franciaországban, Boulogne-sur-Mer településen.

## Vasútvonalak
Az állomást az alábbi vasútvonalak érintik:
- Longueau–Boulogne-vasútvonal

## Kapcsolódó állomások
A vasútállomáshoz az alábbi állomások vannak a legközelebb: